# Saab Skeldar

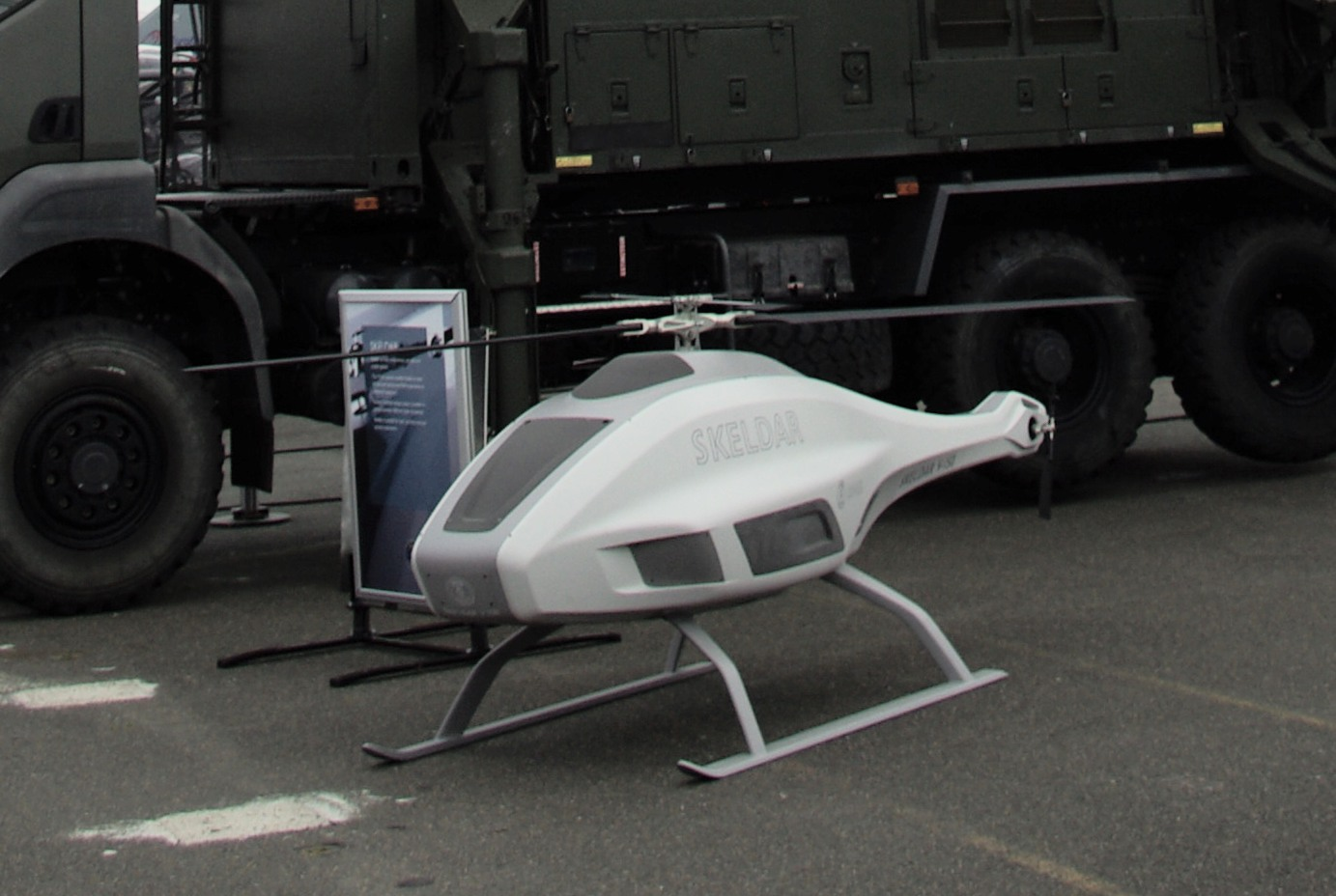
V-150

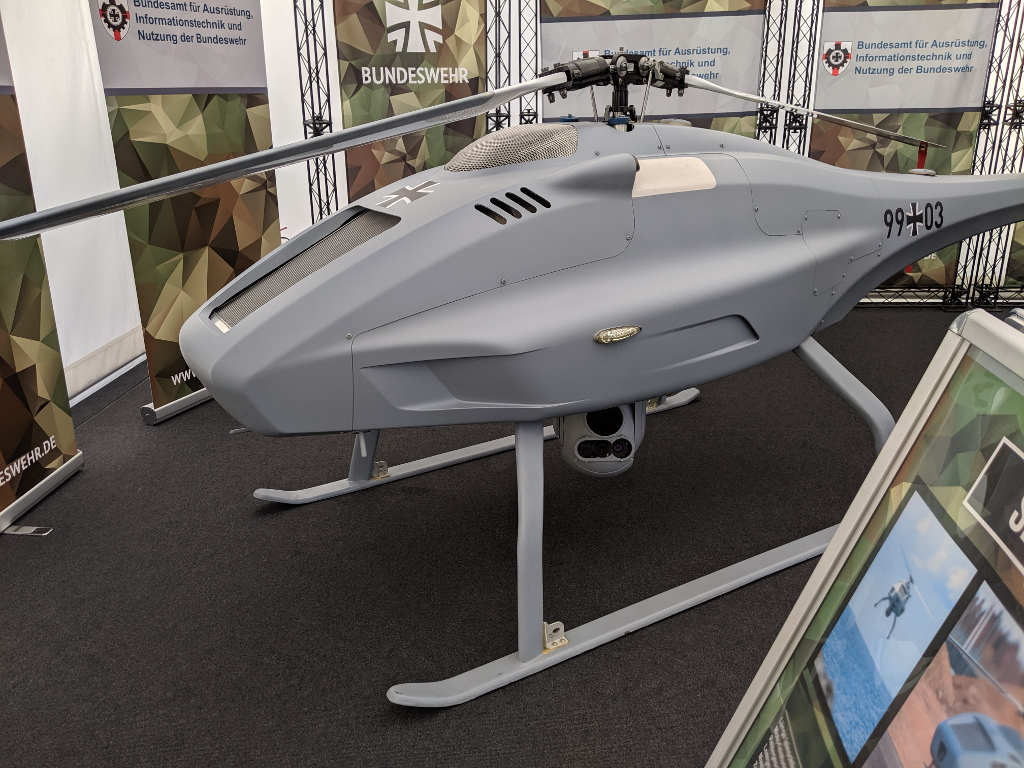
V-200

Saab Skeldar är en obemannad luftfarkost (UAV) i form av en helikopter framtagen av det svenska företaget Saab AB. Den första prototypen baserades på UAV-helikoptern APID 55 från CybAero AB. Den andra prototypen som fick benämningen Skeldar V-150 var en till största delen ny konstruktion som användes för fortsatt utveckling av UAV-systemet Skeldar. Utvecklingen ledde sedan fram till en helt omkonstruerad farkost som fick benämningen Skeldar V-200.
Skeldar V-200 används såväl militärt som civilt för olika uppgifter, exempelvis spaning och övervakning.
Med det autonoma systemet och den markstation som Saab utvecklat så är Skeldar ett av marknadens mest lättanvända system.[källa behövs] Start och landning sker genom en knapptryckning. Flygning och styrning av sensorerna sker genom klickning i kartan med hjälp av så kallad point-and-fly samt point-and-look. Systemet är utvecklat för att kunna kontrollera vilken typ av UAV som helst.
I slutet av 2015 gick UMS och Saab ihop och skapade UMS Skeldar Sweden.

## Specifikationer
- Längd: 4 m
- Huvudrotordiameter: 4,6 meter
- Bredd: 1,2 m
- Höjd: 1,3 m
- Maximal startvikt: 235 kg
- Maximal starthöjd: 2 400 meter
- Payload: 40 kg
- Maximal hastighet: 140 km/h
- Räckvidd: 200 kilometer
- Maximal flygtid per uppdrag: 6 timmar
- Effekt: 56 hästkrafter
- Bränsle: Jet A1, JP5, JP8
- Maximal flyghöjd: 3 500 meter
- Startförberedelsetid: mindre än 15 minuter
- Start- och landningsarea: en diameter om 10 meter